# Ylber Ramadani
Pour les articles homonymes, voir Ramadani.
Ylber Ramadani est un footballeur albanais né le 12 avril 1996 à Ferizaj. Il joue au poste de milieu défensif à l'US Lecce.

## Biographie

### En club
Il débute avec le KF Ferizaj où il dispute 42 matchs et marque trois buts lors de la saison 2013-2014. 
Lors de la saison 2014-2015, il signe au FC Pristina avec lequel il joue 14 matchs et inscrit un but. 
En 2015-2016, il part pour le KF Drita, où il joue 17 matchs et marque un but. 
En décembre 2015, il s’engage avec le Partizani Tirana. 
Le 14 juin 2017, il signe pour Vejle BK. 

### En sélection

#### Avec le Kosovo
Avec l'équipe d'Albanie espoirs, il inscrit un but en novembre 2017, face à l'Irlande du Nord. Ce match nul (1-1) rentre dans le cadre des éliminatoires de l'Euro espoirs 2019.

#### Avec l'Albanie
Le 13 novembre 2017, il figure pour la première fois sur le banc des remplaçants de l'équipe nationale A, mais sans entrer en jeu, lors d'une rencontre amicale face à la Turquie (victoire 2-3). Il effectue finalement ses débuts en équipe d'Albanie le 26 mars 2018, lors d'une rencontre amicale perdue (0-1) contre la Norvège, où il joue l'intégralité de la rencontre.
Il inscrit son premier but en équipe d'Albanie le 11 juin 2019, contre la Moldavie. Ce match gagné 2-0 rentre dans le cadre des éliminatoires de l'Euro 2020.
Il est retenu dans la liste des 26 joueurs albanais du sélectionneur Sylvinho pour participer à l'Euro 2024.